# 13154 Petermrva
13154 Petermrva este un asteroid din centura principală de asteroizi.

## Descriere
13154 Petermrva este un asteroid din centura principală de asteroizi. A fost descoperit pe 7 septembrie 1995 la Modra de Adrián Galád și Alexander Pravda. Asteroidul prezintă o orbită caracterizată de o semiaxă mare de 2,21 ua, o excentricitate de 0,17 și o înclinație de 5,5° în raport cu ecliptica.